# Колонизация транснептуновых объектов

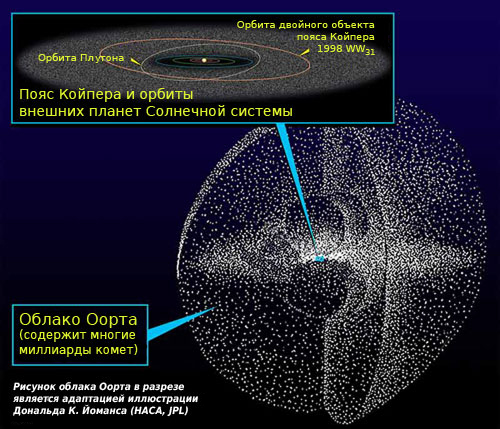
Пояс Койпера и облако Оорта в представлении художника

Фримен Дайсон предположил, что именно малые транснептуновые объекты, а не обычные планеты, являются основной потенциальной средой обитания жизни, в том числе и разумной, в космосе. За орбитой Нептуна, в поясе Койпера и во внутреннем и внешнем облаке Оорта, постоянно пребывают от нескольких сотен миллиардов до триллиона кометоподобных тел. Они могут содержать все ингредиенты для жизни, а именно водяной лёд, аммиак и богатые углеродом соединения. Не исключается наличие значительных запасов дейтерия и гелия-3. За прошедшие после предложения Фримена Дайсона годы, число транснептуновых объектов, известных астрономам, значительно увеличилось.
Потенциальные колонисты могли бы использовать для проживания пустоты в ледяной коре или мантии кометы или карликовой планеты. Для обогрева и обеспечения энергией они могли бы использовать либо термоядерные реакции, либо воспользоваться естественной геотермальной энергией небесного тела. Необходимые вещества и минералы можно было бы сравнительно легко добывать из мягкой, ледяной коры небесного тела. Учитывая лёгкую гравитацию и, как следствие, более низкое давление в ледяной мантии или внутреннем океане, колонизация внешней поверхности скалистого ядра может дать колонистам наибольшее количество минеральных и летучих ресурсов, а также изолировать их от внешнего холода. Также колонисты могут обосноваться на поверности в купольных поселениях, поскольку уровень радиационного фона вдалеке от Солнца, вероятно, будет низким. Ещё один вариант предполагает строительство полностью искусственных космических поселений, например по типу О’Нила.
Дайсон и Карл Саган предполагали, что человечество может мигрировать в соседние звёздные системы, имеющие похожие облака небесных тел, используя природные объекты в качестве медленных межзвёздных кораблей, но со значительными запасами природных ресурсов; и что такие межзвёздные колонии могли бы также служить путевыми станциями для меньших и более быстрых межзвёздных кораблей. В качестве альтернативы Ричард Терра предложил использовать материалы из тел облака Оорта для создания огромных космических станций по сбору межзвёздного излучения для самообеспечения энергией, что сделает транснептуновые сообщества по сути независимым от центральной звезды и поставок термоядерного топлива.